# Coregonus candidus
Coregonus candidus és una espècie de peix de la família dels salmònids i de l'ordre dels salmoniformes que es troba a Europa: llacs Neuchâtel i Bienne (Suïssa).